# Aplanodes doidgeana
Aplanodes doidgeana là một loài thực vật có hoa trong họ Cải. Loài này được Marais mô tả khoa học đầu tiên năm 1966.